# August Englas
August Petrowitsch Englas (russisch Аугуст Петрович Энглас; * 15. Januar 1925 auf dem Hof Viksi in Pühajärve, heute Landgemeinde Otepää, Kreis Valga, Estland; † 21. März 2017 in Tallinn) war ein estnischer bzw. sowjetischer Ringer und Trainer.

## Werdegang
August Englas stammte aus Pühajärve in Estland. Als elfjähriger Junge war er von den Siegen Kristjan Palusalus bei den Olympischen Spielen 1936 in Berlin so begeistert, dass er sich entschloss, ebenfalls Ringer zu werden. Da er in der Jugend schon ausgezeichnete Leistungen zeigte, wechselte er zu „Kalev“ Tallinn und bekam dort in Edgar Puusepp und Boris Sülluste hervorragende Trainer, die ihn an die estnische und an die sowjetische Spitzenklasse im Halbschwergewicht führten. 1948 wurde er erstmals estnischer Meister und 1949 sowjetischer Meister im freien Stil. Bei internationalen Meisterschaften konnte er sein Können aber erst 1952 zeigen, weil sich die Sowjetunion erst ab diesem Jahr, von einer Ausnahme 1947 abgesehen, an solchen beteiligte. Er wurde von der Sowjetunion bei den Olympischen Spielen 1952 in Helsinki im Halbschwergewicht, freier Stil, eingesetzt, unterlag aber nach drei Siegen dem erfahrenen Olympiasieger von 1948 Henry Wittenberg aus den Vereinigten Staaten und dem sich in der Form seines Lebens befindenden Viking Palm aus Schweden und belegte so nur den für ihn enttäuschenden vierten Platz. Wie sehr in der Sowjetunion aber sein Können geschätzt wurde, zeigt die Tatsache, dass er 1953 auch bei den Weltmeisterschaften in Neapel im griech.-römischen Stil eingesetzt wurde. Er rechtfertigte dieses Vertrauen mit dem Gewinn des Weltmeistertitels, den er auch 1954 in Tokio im freien Stil gewann. In den folgenden Jahren wurde er zwar noch mehrmals estnischer Meister, konnte sich aber gegen seine starken sowjetischen Gegner nicht mehr durchsetzen. 1959 beendete er seine aktive Ringerlaufbahn.
Er war bis zu seinem 80. Lebensjahr als Trainer in Tallinn tätig und wurde in Estland hochgeehrt. Zu seinem 75. Geburtstag hatte er eine hohe Auszeichnung vom Präsidenten Lennart Meri erhalten.

### Internationale Erfolge
| Jahr | Platz | Wettbewerb                         | Stil | Gewichtsklasse | Ergebnisse |
| ---- | ----- | ---------------------------------- | ---- | -------------- | --- |
| 1951 | 1.    | Welt-Jugend-Festspiele in Berlin   | GR   | Halbschwer     | vor Herbert Albrecht, DDR und Constantin Popescu, Rumänien |
| 1952 | 4.    | OS in Helsinki                     | F    | Halbschwer     | mit Siegen über Shirang Jadav, Indien, Adil Atan, Türkei und Max Leichter, Deutschland und Niederlagen gegen Henry Wittenberg, USA und Viking Palm, Schweden   |
| 1953 | 1.    | Welt-Jugend-Festspiele in Bukarest | F    | Halbschwer     | vor József Kovács, Ungarn und Estemadi, Iran |
| 1953 | 1.    | WM in Neapel                       | GR   | Halbschwer     | mit Siegen über Kurt Rusterholz, Schweiz, Adelmo Bulgarelli, Italien und Kelpo Gröndahl, Finnland und trotz einer Niederlage gegen Karl-Erik Nilsson, Schweden |
| 1954 | 1.    | WM in Tokio                        | F    | Halbschwer     | mit Siegen über N. Itoh, Japan, Adil Atan, József Kovács, und Wiking Palm                                                                                      |

### Wichtigste Länderkämpfe
- 1951, UdSSR – Ungarn, F, Hs, Punktsieger über József Kovács,
- 1952, UdSSR – Finnland, Gr, Hs, Punktsieger über Kelpo Gröndahl

### Sowjetische Meisterschaften
- 1949, 1. Platz, F, Hs, vor Wargaschak Matschkaljan, Dynamo Tiflis und Schota Dauschwili, Dynamo Tiflis
- 1950, 1. Platz, F, Hs, vor Wargaschak Matschkaljan und Walentin Nikolajew, Lokomotive Rostow
- 1951, 1. Platz, GR, Hs, vor Schalwa Tschikladse, Dynamo Tiflis und Grigori Malinko, Dynamo Charkow
- 1951, 1. Platz, F, Hs, vor Wargaschak Matschkaljan und Bato Tedejew, Tiflis
- 1952, 1. Platz, F, Hs, vor Boris Kulajew, Spartak Ordschonikidse (Wladikawkas) und Otar Kandelaki, Dynamo Tiflis
- 1953, 1. Platz, GR, Hs, vor Walentin Nikolajew und Maxim Strischak, Saratow
- 1954, 1. Platz, F, Hs, vor Boris Kulajew und B. Gorschkow, Tallinn

Dazu gewann August Englas zwischen 1948 und 1959 siebenmal die estnische Meisterschaft im freien und griechisch-römischen Stil
Erläuterungen
- F = freier Stil, GR (Greco) = griechisch-römischer Stil
- OS = Olympische Spiele, WM = Weltmeisterschaft
- Halbschwer, damals Gewichtsklasse bis 87 kg Körpergewicht